# Новлянка (село, Селивановски район)
Новлянка (на руски: Новлянка) е село в Селивановски район на Владимирска област в Русия, център на Новлянската селска община.

## География
Селото е разположено на 8 км южно от районния център Красная Горбатка, на десния бряг на река Ушна. Срещу селото, на левия бряг на реката, е разположено селището Новлянка.

## История
Селото за пръв път се споменава в данъчните книги на Рязанската епархия от 1676 г. Под името Ново, тогава селото влиза в състава на Мусковската енория. В него има домакинство на протопопа на Муромската съборна църква, 24 селски къщи и 1 бобилска (на отделен безимотен селянин). В края на 19 век в селото има 127 стопанства.
До Октомврийската революция, селото влиза в състава на Судогодския уезд.
През годините на съветската власт, то е център на Новлянския селски съвет.

## Население
| 1859 | 1897 | 1926 | 2010 |
| ---- | ---- | ---- | ---- |
| 505  | 640  | 1374 | 894  |